# WIG-CEE
WIG-CEE – indeks Warszawskiej Giełdy Papierów Wartościowych w skład którego wchodzą firmy z następujących krajów: Bułgaria, Chorwacja, Czechy, Estonia, Litwa, Łotwa, Rumunia, Słowacja, Słowenia, Ukraina i Węgry. Spółki te są notowane zarówno na parkiecie głównym, jak i na rynku NewConnect. Indeks obliczanym jest przez giełdę od 30 maja 2012 roku. Spółkami, które wchodzą w skład indeksu są m.in. czeski koncern energetyczny ČEZ, węgierski MOL, słoweńska KRKA czy bułgarska Sopharma.
W kwietniu 2022 w skład indeksu wchodziły następujące spółki: AB Inter Rao Lietuva, Agroliga, Agroton Public Limited, Astarta Holding, CEZ, City Service SE, Coal Energy SA, Eurohold Bulgaria AD, IMC, InterCapital Property, Kernel, Krka, KSG Agro SA, Milkiland, MOL Hungarian Oil, Novaturas, Ovostar Union, Photon, Silvano Fashion, Soharma AD, Tatry Mountain.
Indeks osiągnął największe straty miesięczne w lutym 2022 z powodu wybuchu wojny na Ukrainie (-11,34%). W marcu 2020, kiedy rozpoczęła się pandemia COVID-19, indeks tracił -11,03%.